# 8114 Lafcadio
A 8114 Lafcadio (ideiglenes jelöléssel 1996 HZ1) a Naprendszer kisbolygóövében található aszteroida. Hiroshi Abe fedezte fel 1996. április 24-én.

## Kapcsolódó szócikk
- Kisbolygók listája (8001–8500)